# Corrida dos Campeões

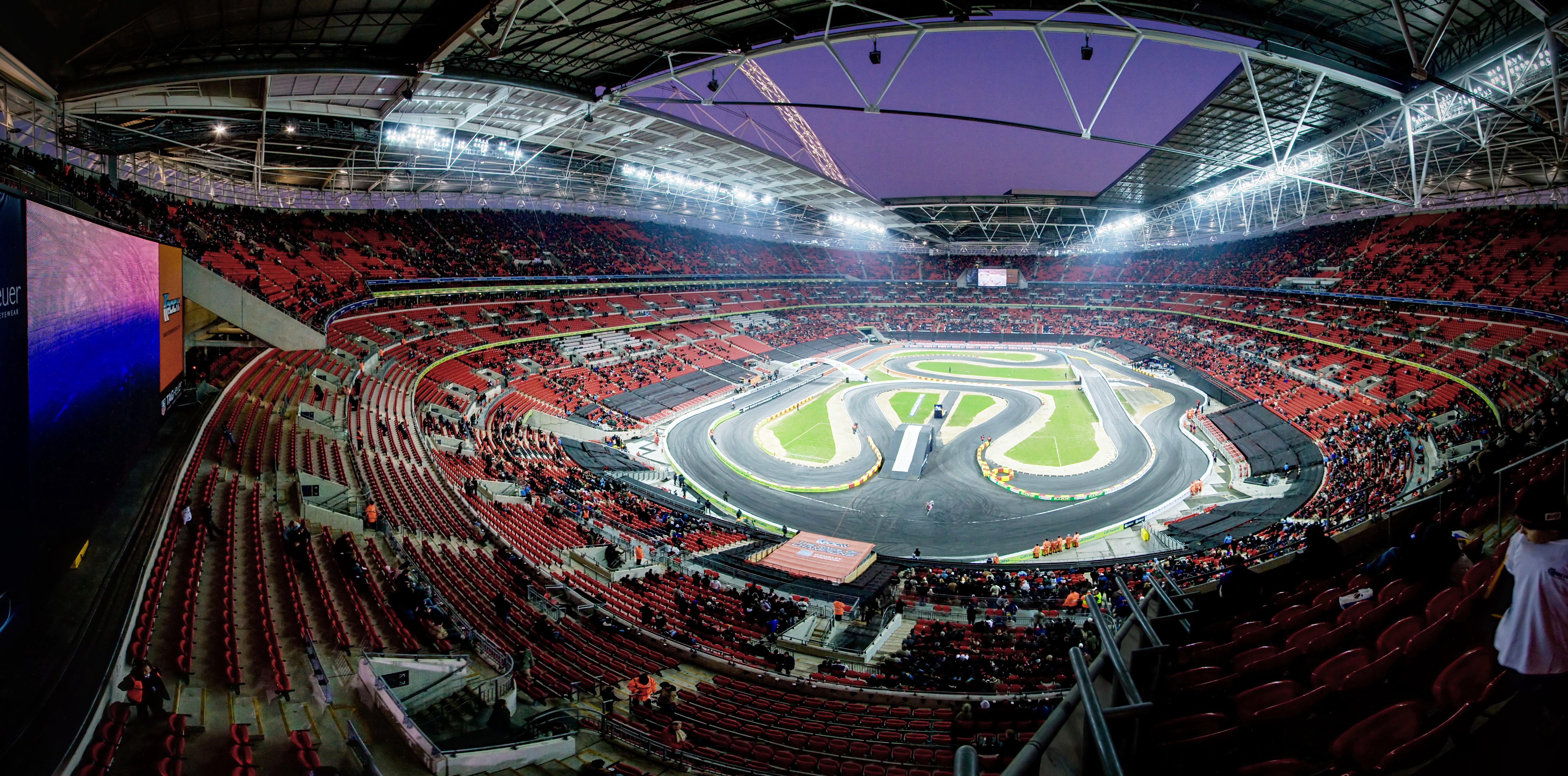
Corrida dos Campeões no Estádio de Wembley.

A Corrida dos Campeões (Race of Champions) é um evento automobilístico internacional realizado ao fim de cada ano, com times nacionais compostos por pilotos de corrida e pilotos de rali. Originalmente foi organizada em memória de Henri Toivonen e Sergio Cresto. É a única competição no mundo onde estrelas de Fórmula 1, Campeonato Mundial de Rali, da IndyCar, da NASCAR, de carros esportivos e carros de turismo competem frente a frente utilizando carros idênticos.
A corrida foi organizada em 1988 por Michèle Mouton e Fredrik Johnson. Originalmente, o evento foi uma competição entre os melhores pilotos de rali do mundo, mas tem se expandido para incluir os principais concorrentes da maioria das categorias de automobilismo do mundo, incluindo a Formula 1.
O vencedor geral individual na Corrida dos Campeões é dado o título de "Campeão dos Campeões" e recebe o Troféu Memorial Henri Toivonen. A ROC Nations' Cup (a Copa das Nações da Corrida dos Campeões) foi adicionada em 1999 e agora dispõe de equipes de dois pilotos que competem pelo seu país.
O evento foi sediado em vários locais, incluindo 12 anos na Gran Canaria, de 1992 a 2003. Mais recentemente, o evento foi realizado nos principais estádios desportivos, incluindo o Stade de France em Paris, em Londres, Estádio Nacional de Pequim, em Düsseldorf na ESPRIT Arena, Wembley Stadium e o Rajamangala Stadium em Bangkok. Em 2014, o evento foi realizado no Bushy Park em Barbados. 

## História

### O Começo (1988-1991)
Artigo principal
A primeira Corrida dos Campeões foi realizada em 1988 no Autódromo de Linas-Montlhéry perto de Paris, em memória de Henri Toivonen, que morreu enquanto liderava o Tour de Corse de 1986, e para celebrar o décimo aniversário do campeonato mundial para pilotos de rally.
O elenco inaugural incluiu todos os oito campeões mundiais de rally de 1979 a 1988; Björn Waldegård, Walter Röhrl, Ari Vatanen, Hannu Mikkola, Stig Blomqvist, Timo Salonen, Juha Kankkunen e Miki Biasion. A final foi uma batalha entre dois "Finlandeses Voadores", em que Kankkunen venceu Salonen para se tornar o primeiro "Campeão dos Campeões". Os carros usados no primeiro evento foram Audi Quattro S1, BMW M3, Ford Sierra RS Cosworth, Lancia Delta Integrale, Opel Manta 400 e Peugeot 205 Turbo 16.
Nos anos seguintes, novos eventos, além da corrida principal. O International Rally Masters, iniciado em 1990, foi projetado para oferecer aos melhores pilotos da temporada, que ainda estavam para ganhar um título do campeonato, a chance de ganhar uma vaga na corrida principal dos Campeões. O Classic Rally Masters, disputado pela primeira vez em 1994, foi uma corrida "histórica" de campeões competiu com porsche 911s pré-1965. Estes dois eventos foram descontinuados.
Houve aparições pontuais em Nürburgring, Barcelona e Madri, desde 1989 até 1991.

### Gran Canaria (1992-2003)
O evento encontrou um lar permanente pelos próximos 12 anos no local da Ciudad Deportiva Islas Canarias em Gran Canaria a partir de 1992. Foi durante esse período que a ênfase nos campeões de rally desapareceu, como evidenciado pelas vitórias de Andrea Aghini e François Delecour, nenhum dos quais havia conquistado um título da WRC. A Copa das Nações foi introduzida em 1999, trazendo pilotos e motociclistas para o evento pela primeira vez, com 2001 marcando a primeira vez que pilotos não-rally foram elegíveis para competir pelo título principal.
2003 foi a última vez que o evento seria realizado em Gran Canaria, o evento mudou para pistas baseadas em estádios a partir de 2004. A mudança do cascalho para os circuitos de asfalto viu os pilotos de rally perderem seu domínio, e em 2007 apenas um punhado de pilotos de rally estavam presentes, com a maioria composta por pilotos de corridas de circuito da F1, carros de turismo e carros esportivo

### Saint-Denis (2004–2006)
A Corrida dos Campeões de 2004 aconteceu em 6 de dezembro no Stade de France em Saint-Denis. O evento individual foi vencido por Heikki Kovalainen, o primeiro piloto não-rally a ganhar a coroa, e a Copa das Nações por Jean Alesi e Sébastien Loeb representando a França. Houve também uma corrida especial "World Champions Challenge" realizada entre o campeão mundial de Fórmula 1 de 2004 Michael Schumacher e o campeão mundial de Rally de 2004 Sébastien Loeb, que Schumacher venceu.
O evento de 2005 aconteceu em 3 de dezembro. O evento individual foi vencido por Sébastien Loeb depois que Tom Kristensen caiu da final, e o evento da Copa das Nações foi vencido por Tom Kristensen e Mattias Ekström representando a Escandinávia.
O evento de 2006 aconteceu em 16 de dezembro. A Copa das Nações foi disputada em primeiro lugar e o evento foi vencido pela Finlândia, com Heikki Kovalainen vencendo o norte-americano Travis Pastrana na última rodada. O companheiro de equipe de Kovalainen foi o bicampeão mundial de Rally Marcus Grönholm, enquanto Pastrana dirigiu todas as rodadas para a equipe dos EUA, depois que jimmie Johnson e seu substituto, Scott Speed, tiveram que se retirar de competir devido a lesões.
O evento individual e o Troféu Memorial Henri Toivonen foi vencido por Mattias Ekström da Suécia. Ele venceu Kovalainen por 0,0002 segundos nas semifinais, e então o atual campeão, Sébastien Loeb, da França, nas finais.

### London (2007–2008)
A Corrida dos Campeões de 2007 aconteceu em 16 de dezembro no Estádio de Wembley, em Londres, Inglaterra. A Copa das Nações aconteceu no início da tarde e foi vencida pela Alemanha sobre a Finlândia. O evento individual seguiu e o Troféu Memorial Henri Toivonen foi vencido por Mattias Ekström, da Suécia, vencendo Michael Schumacher da Alemanha na final.
O evento de 2008 aconteceu em 14 de dezembro. A Alemanha manteve seu título da Copa das Nações ao vencer a equipe escandinava na final, enquanto Sébastien Loeb superou o recém-aposentado campeão da F-1 David Coulthard para vencer o evento individual.

### Beijing (2009)

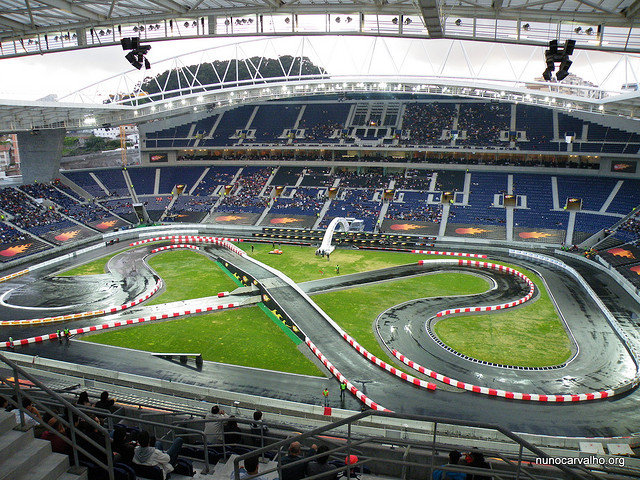
Relvado transformado numa pista de corrida para a Final Regional do Sul da Europa do Race of Champions em 2009.
A Corrida dos Campeões de 2009 aconteceu no Estádio Nacional de Pequim nos dias 3 e 4 de novembro. Pela primeira vez, finais regionais foram realizadas para ajudar a determinar os competidores para a Copa das Nações, com Mônaco ganhando o direito de competir no evento principal após vencer equipes da Itália, Espanha e Portugal em um evento realizado no Porto nos dias 6 e 7 de junho.
A Alemanha venceu a Grã-Bretanha pela terceira vez consecutiva, com Mattias Ekström vencendo Michael Schumacher para conquistar o título individual em uma reedindo a final de 2007.

### Düsseldorf (2010–2011)
A Corrida dos Campeões de 2010 aconteceu na Esprit Arena de Düsseldorf nos dias 27 e 28 de novembro. A Alemanha manteve sua coroa na Copa das Nações diante de sua torcida, mais uma vez vencendo a Grã-Bretanha, enquanto o português Filipe Albuquerque foi um vencedor surpresa do evento individual após vencer o recém-coroado campeão da F-1 Sebastian Vettel na semifinal e Sébastien Loeb na final.
O evento de 2011 estava previsto para acontecer na Commerzbank-Arena de Frankfurt nos dias 3 e 4 de dezembro, mas após o rebaixamento do Eintracht Frankfurt para a Segunda Divisão do futebol alemão, o estádio não pôde mais sediar o evento nessas datas. A Corrida dos Campeões foi realizada na Esprit Arena, em Düsseldorf, assim como em 2010. 
A Alemanha garantiu seu quinto título consecutivo da Copa das Nações, vencendo a equipe nórdica na final, enquanto a estrela do rally Sébastien Ogier venceu a lenda de Le Mans Tom Kristensen na final para conquistar a coroa individual.

### Bangkok (2012–2013)
A Corrida dos Campeões de 2012 aconteceu nos dias 14 e 16 de dezembro no Estádio Rajamangala, em Bangkok, Tailândia. A corrida individual dos campeões foi vencida pelo piloto da Lotus F1 Romain Grosjean, que venceu Tom Kristensen na final. A Copa das Nações foi vencida pela sexta vez consecutiva pela Alemanha após superar a França na final.
A edição de 2012 foi a primeira a incluir uma competição roc asia, com equipes da nação anfitriã Tailândia, Índia, China e Japão lutando por duas vagas na Copa das Nações ROC e assentos individuais na atual Corrida dos Campeões.
O evento de 2013 estava previsto para acontecer entre os dias 14 e 15 de dezembro no Estádio Rajamangala, em Bangkok, Tailândia, mas foi cancelado devido à agitação política em Bangkok.

### Barbados (2014)
A Corrida dos Campeões de 2014 foi realizada em Barbados no circuito de Bushy Park nos dias 13 e 14 de dezembro. Esta foi a primeira vez que o evento foi realizado na América do Norte. A corrida individual dos Campeões foi vencida por David Coulthard, 13 vezes vencedor da corrida de F-1, que venceu o piloto de testes da Mercedes na F-1 e o mais jovem vencedor da corrida da DTM Pascal Wehrlein na final. A Copa das Nações foi vencida por Tom Kristensen, da Equipe Nórdica, e Petter Solberg, superando david Coulthard e Susie Wolff na final.
O ano de 2014 incluiu uma competição roc caribenha, com equipes da nação anfitriã Barbados, Jamaica, Guiana e Trinidad e Tobago lutando por duas vagas na Copa das Nações ROC e vagas individuais na atual Corrida dos Campeões.

### London (2015)
Em 2015, a Corrida dos Campeões retornou a Londres e foi encenada no London Stadium, em Stratford. A Copa das Nações ROC foi realizada na sexta-feira, 20 de novembro, e a Corrida dos Campeões no sábado, 21 de novembro.
Os pilotos incluíram quatro vezes o campeão mundial de Fórmula 1 Sebastian Vettel, nove vezes 24 Horas do vencedor de Le Mans Tom Kristensen e o vencedor do Campeonato Mundial de Rallycross da FIA, Petter Solberg. A Copa das Nações ROC foi vencida pelo Time Inglaterra 1, composta por Jason Plato e Andy Priaulx, enquanto Sebastian Vettel foi coroado Campeão dos Campeões.

### Miami (2017)
A Corrida dos Campeões de 2017 foi realizada no Marlins Park, em Miami, Flórida, nos dias 21 e 22 de janeiro. Esta foi a segunda vez que o evento foi realizado na América do Norte. Quinze pilotos de seis nações competiram no ROC de 2017. Os pilotos incluíram o campeão da NASCAR Sprint Cup de 2015, Kyle Busch, e o ex-campeão da Indy 500 Juan Pablo Montoya, que participaram de seu primeiro ROC.
Juan Pablo Montoya foi coroado campeão dos Campeões após derrotar Tom Kristensen, enquanto Sebastian Vettel venceu a Copa das Nações pelo Time Alemanha depois que seu companheiro de equipe Pascal Wehrlein não disputou a Copa das Nações após sofrer um acidente durante o evento campeão dos Campeões no dia anterior. Os pilotos da Equipe EUA Kurt Busch e Kyle Busch foram os vice-campeões da Copa das Nações.

### Riyadh (2018)
A Corrida dos Campeões de 2018 foi realizada no Estádio Internacional King Fahd, em Riade, tornando-se o primeiro evento internacional de automobilismo a ser realizado na Arábia Saudita

### Mexico City (2019)
A Corrida dos Campeões de 2019 foi realizada no Foro Sol, na Cidade do México, tornando-se a terceira corrida de campeões a ser realizada na América do Norte.

### Piteå (2022-2023)
A Corrida dos Campeões de 2022 foi realizada em Pite Havsbad em Piteå, norte da Suécia.[] Foi a primeira vez que o evento foi realizado em uma pista de neve e gelo.

## Campeões
| Ano  | Local            | Corrida dos Campeões                   | Corrida dos Campeões                   | Vencedores da Copa das Nações          | Vencedores da Copa das Nações                 | Outros troféus |
| Ano  | Local            | Vencedor                               | Vice                                   | Nação                                  | Pilotos                                       | Outros troféus |
| ---- | ---------------- | -------------------------------------- | -------------------------------------- | -------------------------------------- | --------------------------------------------- | --- |
| 2022 | Piteå            | Sébastien Loeb                         | Sebastian Vettel                       | Norway                                 | Petter Solberg Oliver Solberg                 | Jarno Opmeer (eROC) Pontus Fredricsson (Porsche ROC Snow + Ice Challenge) Aksel Lund Svindal (ROC Celebrity Challenge) |
| 2021 | No race held     | No race held                           | No race held                           | No race held                           | No race held                                  | No race held |
| 2020 | Online (virtual) | Timmy Hansen                           | Rubén García Jr.                       | All-Stars                              | James Baldwin Romain Grosjean                 | James Baldwin (eROC) |
| 2019 | Mexico City      | Benito Guerra                          | Loïc Duval                             | Nordic                                 | Johan Kristoffersson Tom Kristensen           | James Baldwin (eROC) Sebastian Vettel (ROC Skills Challenge) Rubén Garcia Jr (ROC Mexico Race 1) Abraham Calderón (ROC Mexico Race 2) Robby Gordon (Super Stadium Trucks Race 1) Matthew Brabham (Super Stadium Trucks Race 2) |
| 2018 | Riyadh           | David Coulthard                        | Petter Solberg                         | Germany                                | Timo Bernhard René Rast                       | Johan Kristoffersson (ROC Skills Challenge) Enzo Bonito (eROC) |
| 2017 | Miami            | Juan Pablo Montoya                     | Tom Kristensen                         | Germany                                | Sebastian Vettel                              | Petter Solberg (ROC Skills Challenge) |
| 2015 | Londres          | Sebastian Vettel                       | Tom Kristensen                         | England 1                              | Jason Plato Andy Priaulx                      | Chris Hoy (ROC Celebrity Skills Challenge) |
| 2014 | Bushy Park       | David Coulthard                        | Pascal Wehrlein                        | Nordic                                 | Tom Kristensen Petter Solberg                 | Barbados (ROC Caribbean) Esteban Ocon (ROC Skills Challenge) |
| 2013 | Bangkok          | Cancelled due to Thai political crisis | Cancelled due to Thai political crisis | Cancelled due to Thai political crisis | Cancelled due to Thai political crisis        | Cancelled due to Thai political crisis |
| 2012 | Bangkok          | Romain Grosjean                        | Tom Kristensen                         | Germany                                | Michael Schumacher Sebastian Vettel           | India · (ROC Asia) · Nattavude Charoensukawattana · (ROC Thailand) |
| 2011 | Düsseldorf       | Sébastien Ogier                        | Tom Kristensen                         | Germany                                | Michael Schumacher Sebastian Vettel           | Heinz-Harald Frentzen (ROC Legends) |
| 2010 | Düsseldorf       | Filipe Albuquerque                     | Sébastien Loeb                         | Germany                                | Michael Schumacher Sebastian Vettel           | Not held |
| 2009 | Beijing          | Mattias Ekström                        | Michael Schumacher                     | Germany                                | Michael Schumacher Sebastian Vettel           | Dong He Bin (ROC China) Andy Priaulx (ROC Legends) |
| 2008 | London           | Sébastien Loeb                         | David Coulthard                        | Germany                                | Michael Schumacher Sebastian Vettel           | Not held |
| 2007 | London           | Mattias Ekström                        | Michael Schumacher                     | Germany                                | Michael Schumacher Sebastian Vettel           | Not held |
| 2006 | Saint-Denis      | Mattias Ekström                        | Sébastien Loeb                         | Finland                                | Heikki Kovalainen Marcus Grönholm             | Not held |
| 2005 | Saint-Denis      | Sébastien Loeb                         | Tom Kristensen                         | Scandinavia                            | Tom Kristensen Mattias Ekström                | Not held |
| 2004 | Saint-Denis      | Heikki Kovalainen                      | Sébastien Loeb                         | France                                 | Jean Alesi Sébastien Loeb                     | Not held |
| 2003 | Gran Canaria     | Sébastien Loeb                         | Marcus Grönholm                        | All-Stars                              | Fonsi Nieto Cristiano da Matta Gilles Panizzi | François Duval (Junior Rally Masters) |
| 2002 | Gran Canaria     | Marcus Grönholm                        | Sébastien Loeb                         | United States                          | Jimmie Johnson Jeff Gordon Colin Edwards      | François Duval (Junior Rally Masters) |
| 2001 | Gran Canaria     | Harri Rovanperä                        | Armin Schwarz                          | Spain                                  | Jesús Puras Rubén Xaus Fernando Alonso        | François Duval (Junior Rally Masters) Stig Blomqvist (ROC Legends) |
| 2000 | Gran Canaria     | Tommi Mäkinen                          | Marcus Grönholm                        | France                                 | Regis Laconi Yvan Muller Gilles Panizzi       | Armin Schwarz (Rally Masters) Stig Blomqvist (ROC Legends) |
| 1999 | Gran Canaria     | Didier Auriol                          | Tommi Mäkinen                          | Finland                                | Tommi Mäkinen JJ Lehto Kari Tiainen           | Armin Schwarz (Rally Masters) Stig Blomqvist (ROC Legends) |
| 1998 | Gran Canaria     | Colin McRae                            | Alister McRae                          | Not held                               | Not held                                      | Alister McRae (Rally Masters) Miki Biasion (Classic Masters) |
| 1997 | Gran Canaria     | Carlos Sainz                           | Colin McRae                            | Not held                               | Not held                                      | Jarmo Kytölehto (Rally Masters) Walter Röhrl (Classic Masters) |
| 1996 | Gran Canaria     | Didier Auriol                          | François Delecour                      | Not held                               | Not held                                      | Flavio Alonso (Rally Masters) |
| 1995 | Gran Canaria     | François Delecour                      | Colin McRae                            | Not held                               | Not held                                      | Andrea Aghini (Rally Masters) Marc Duez (Classic Masters) |
| 1994 | Gran Canaria     | Didier Auriol                          | Stig Blomqvist                         | Not held                               | Not held                                      | Timo Salonen (Rally Masters) Jean-Louis Schlesser (Classic Masters) |
| 1993 | Gran Canaria     | Didier Auriol                          | Carlos Sainz                           | Not held                               | Not held                                      | Stig Blomqvist (Rally Masters) |
| 1992 | Gran Canaria     | Andrea Aghini                          | Colin McRae                            | Not held                               | Not held                                      | Flavio Alonso (Rally Masters) |
| 1991 | Madrid           | Juha Kankkunen                         | Didier Auriol                          | Not held                               | Not held                                      | Josep Maria Bardolet (Rally Masters) |
| 1990 | Barcelona        | Stig Blomqvist                         | Tommi Mäkinen                          | Not held                               | Not held                                      | Kenneth Eriksson (Rally Masters) |
| 1989 | Nürburgring      | Stig Blomqvist                         | Walter Röhrl                           | Not held                               | Not held                                      | Not held |
| 1988 | Montlhéry        | Juha Kankkunen                         | Timo Salonen                           | Not held                               | Not held                                      | Not held |